# Derliener See
Der Derliener See ist ein See im Stadtgebiet von Krakow am See im Landkreis Rostock in Mecklenburg-Vorpommern. Er befindet sich vollständig im Naturpark Nossentiner/Schwinzer Heide.
Das bis zu über vier Meter tiefe Gewässer liegt etwa 1,7 Kilometer südwestlich des Krakower Stadtkerns und 700 Meter östlich des Krakower Ortsteils Alt Sammit. Die Wasserfläche nimmt eine Größe von 25,1 Hektar ein. Die maximalen Ausdehnungen betragen 730 Meter von Nord nach Süd und 460 Meter von West nach Ost. Der Wasserspiegel liegt 50 m ü. NHN.
Der See ist von einem Baumgürtel umgeben, an den sich im Westen eine Ackerfläche anschließt. An seinem Ostufer befindet sich eine Badestelle.
Dem Derliener See fließt von Süden ein Graben aus dem Langsee zu. Am Südostufer fließt ein Graben in Richtung Alter Dorfsee ab.